# مؤسسة باكارد للعلوم الإنسانية
تُعد مؤسسة باكارد للعلوم الإنسانية (PHI) منظمة غير ربحية، تأسست في عام 1987 وتوجد في لوس ألتوس، بكاليفورنيا، إذ تمول مجموعة كبيرة من المسائل المتعلقة بالانحفاظ في مجالات علم الآثار، والموسيقى، وحفظ الأفلام، وحفظ المدخرات التاريخية، إلى جانب دراسة النقوش اليونانية،  بهدف إنشاء أدوات للأبحاث الأساسية في مجال العلوم الإنسانية.

## معلومات تاريخية
وعلى مرّ السنين، أنشأت قواعد بيانات في الأدب اللاتيني، ونصوص الكتاب المقدس، ونصوص باللغتين العربية واللغة القبطية، والفافير والنقوش اليونانية القديمة، الآباء المؤسسون للولايات المتحدة: بنجامين فرانكلين، وآخرون بالإضافة إلى الأدب الفارسي في الترجمة. كماأنها تمول مشروعات خارجية مثل قاموس القرون الوسطى من مصادر بريطانية.
كما تهتم مؤسسة باكارد للعلوم الإنسانية بالتعليم المبكر للأطفال. وتعتبر المؤسسة مستقلة عن مؤسسة ديفيد ولوسيل باكارد وغير مرتبطة بأي شكل من الأشكال بمؤسسات شركة هيوليت باكارد.
ورئيسها الحالي هو البروفيسور السابق ديفيد ودلي باكارد، الذي تولى منصب المدير، ولم يشغل أبدًا منصب رئيس هيوليت باكارد.

## وصلات خارجية
- Packard Humanities Institute, official website
- Packard Humanities Institute - Persian Literature in Translation
- Classical Latin Texts
- Searchable Greek Inscriptions
- The Papers of Benjamin Franklin